# Mañana

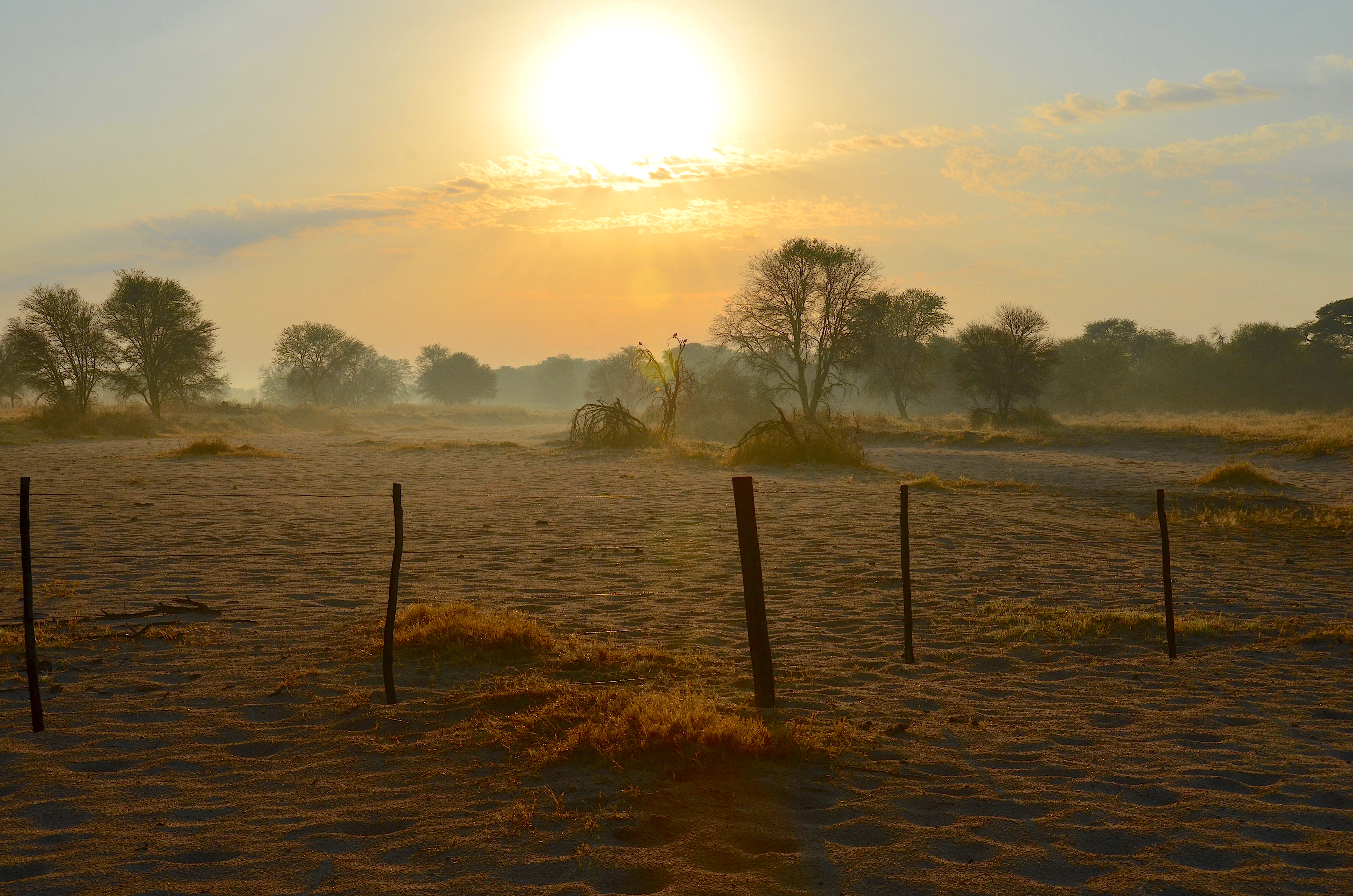
Amanecer en Namibia

La mañana es la primera parte del día, que comienza con el amanecer y termina a las doce del mediodía. Sigue a la madrugada y antecede a la tarde.
Una actividad que tiene lugar por la mañana es una actividad matutina, matinal o iniciada matinalmente.
Las horas que transcurren entre las cero horas y el amanecer se conocen como madrugada. En este sentido, la mañana propiamente dicha transcurre entre el amanecer y el mediodía, donde el mediodía puede referirse también a la hora en que el Sol está más alto, hora que suele ser posterior a las doce horas.
Algunas personas suelen llamar también «mañana» a la madrugada. Por ejemplo, las 03:00 sería «las tres de la mañana».
Por otra parte, Fundéu recomienda no mezclar el modelo de doce horas con el modelo de veinticuatro horas, «de manera que es mejor escribir las nueve de la mañana, las 9 a. m., las 09:00 o las 9 h, mejor que las 9 de la mañana.»
La mañana se relaciona con actividades como levantarse de dormir, desayunar e iniciar la jornada diaria.